# Oligonychus calicicola
Oligonychus calicicola är en spindeldjursart som beskrevs av Knihinicki och Flechtmann 1999. Oligonychus calicicola ingår i släktet Oligonychus och familjen Tetranychidae. Inga underarter finns listade i Catalogue of Life.